# Cape Wickham
Cape Wickham är en udde i Australien. Den ligger i delstaten Tasmanien, i den sydöstra delen av landet, omkring 460 kilometer nordväst om delstatshuvudstaden Hobart. Cape Wickham ligger på ön King Island.
Trakten är glest befolkad. 
I omgivningarna runt Cape Wickham växer i huvudsak städsegrön lövskog. Genomsnittlig årsnederbörd är 1 219 millimeter. Den regnigaste månaden är augusti, med i genomsnitt 193 mm nederbörd, och den torraste är februari, med 23 mm nederbörd.